# Rhododendron carringtoniae
Rhododendron carringtoniae är en ljungväxtart som beskrevs av Ferdinand von Mueller. Rhododendron carringtoniae ingår i släktet rododendron, och familjen ljungväxter. Inga underarter finns listade i Catalogue of Life.

## Bildgalleri

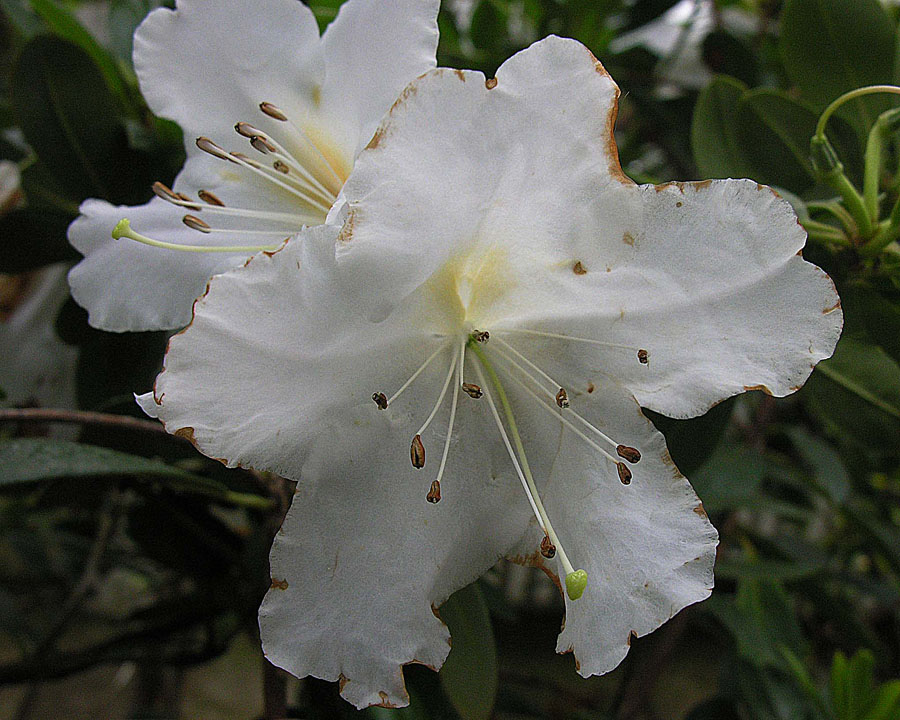